# Armadillo sordidus
Armadillo sordidus là một loài chân đều trong họ Armadillidae. Loài này được Schmalfuss miêu tả khoa học năm 1996.